# ميغيل رومان
ميغيل رومان (بالإسبانية: Miguel Roman)‏ (14 نوفمبر 1985 بسيوداد خواريز في المكسيك - ) هو ملاكم مكسيكي.

## إحصائيات
خاض خلال مسيرته 85 نزالا، فاز في 70 ولم يتعادل وخسر في 14. فاز بالضربة القاضية في 50 نزالا.

## روابط خارجية
- ميغيل رومان على موقع بوكس ريك (الإنجليزية) (registration required)